# Лангенфельд (Айфель)
Лангенфельд (нем. Langenfeld) — община в Германии, в земле Рейнланд-Пфальц.
Входит в состав района Майен-Кобленц. Подчиняется управлению Фордерайфель. Население составляет 643 человека (на 31 декабря 2010 года). Занимает площадь 4,71 км².